# فولوس
ڤولوس : (باليونانية: Βόλος)، (بالإنجليزية:Volos)، مدينة يونانية تقع في وسط البلاد ضمن منطقة ثيساليا الإدارية، وهي عاصمة مقاطعة ماغنيسيا التابعة لثيساليا.

## الموقع، السكان والتسمية
تقع فولوس على ساحل خليج باغاسيتيك وعلى السفح الجنوبي لجبل بيليون، وهي ميناء ثيساليا الوحيد، أعطاها موقعها أهمية كبيرة كمركز للنقل والشحن البحري من ثيساليا إلى باقي مناطق اليونان.
يبلغ عدد سكان المدينة حوالي 85.000 نسمة، ومع ضواحيها تعد حوالي 150.000 نسمة.
اشتقت تسمية المدينة من لفظ (غولوس) والذي كان الاسم البيزنطي لمستوطنة إيولكوس (Iolkos) القديمة الموجودة حالياً ضمن المدينة.

## التاريخ
تقع مدينة فولوس الحالية فوق موقع مستوطنة إيولكوس (Iolkos) القديمة، والتي منها اشتق اسم المدينة الحالي، وعلى أطرافها تقع مدينتي ديميترياس (Demetrias) وباغاسه (Pagasae) الاثريتين.
تعرف فولوس القديمة (إيولكوس) بأنها موطن البطل الإغريقي جاسون والعديد من الشخصيات الأسطورية الأخرى. أما مدينة ديميترياس فقد أوجدها ديميتريوس الأول المقدوني القائد الذي سيطر على آسيا الصغرى بعد وفاة الإسكندر المقدوني. ازدهرت هذه المدينة في العصر المسيحي المبكر حيث شيدت فيها الكنائس والأبنية العامة، ولكن المدينة دمرت بشكل كامل عام 902 م. على إثر غزوات المسلمين.
مدينة فولوس الحالية حديثة البناء وتعود إلى منتصف القرن التاسع عشر حيث بنيت فوق حامية عثمانية وبعد إلحاق المدينة باليونان عام 1881 م. حدث فيها نمو عمراني وسكاني متسارع وخاصة بعد تدفق يونانيي آسيا الصغرى بعد الحرب العالمية الأولى.
بعد الحرب العالمية الثانية أصبحت المدينة مركزاً صناعياً هاماً، وسياحياً نظراً لقربه من جبل بيليون ذو الشواطئ المتعرجة ومراكز التزلج الشتوية.

## المعالم الأساسية

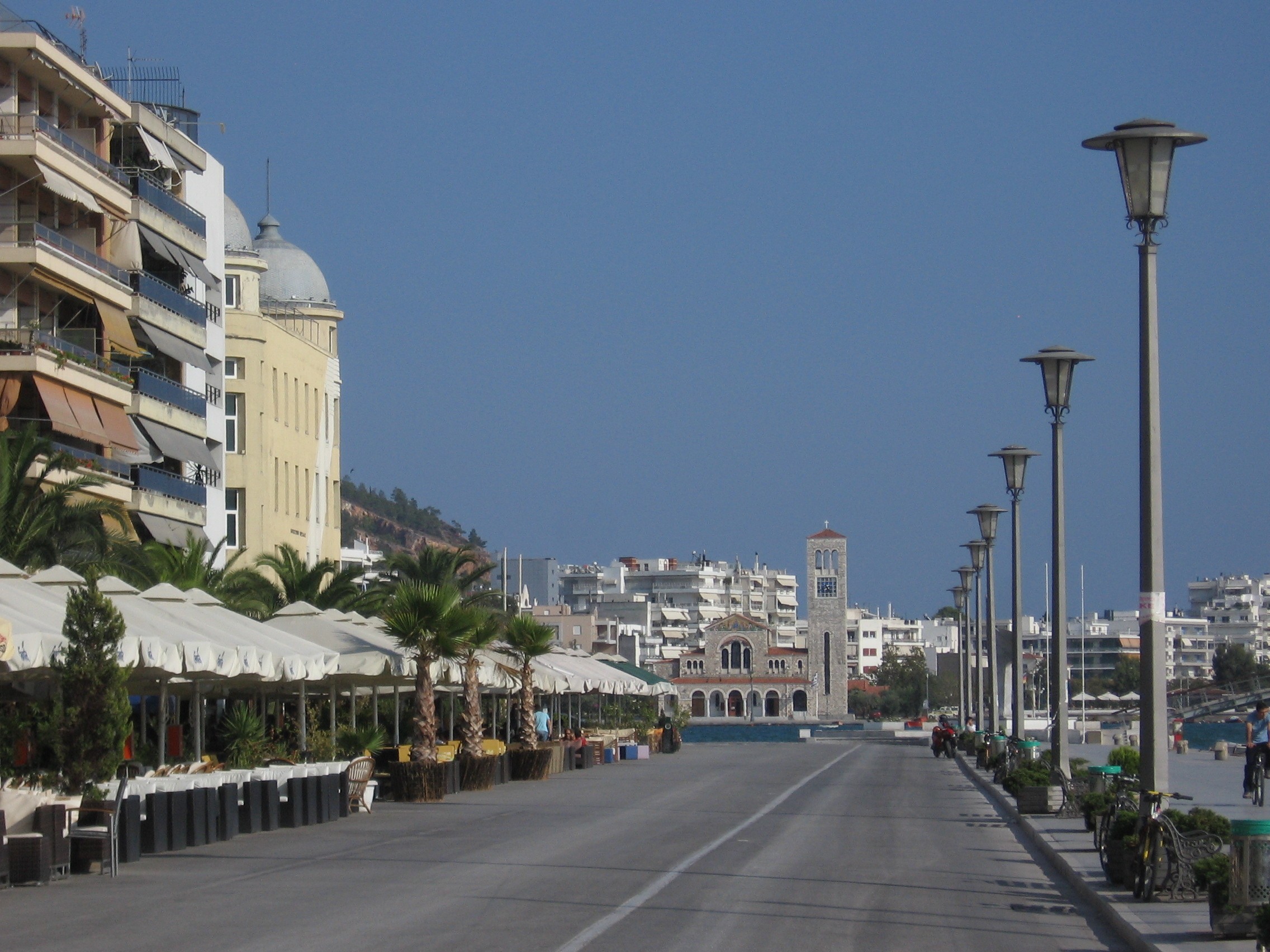
الكورنيش البحري في فولوس

- الذيمارخيون (مبنى البلدية): وهو مبني على الطراز الإغريقي التقليدي.
- المدينة القديمة: وأهم ما فيها تلة أيي ثيوذوري والتي يوجد فيها بقايا معبد كلاسيكي، وبازيليك مسيحية مبكرة
- بقايا مدينة إيولكوس: في الأجزاء الشمالية من فولوس.
- متحف ڤولوس الأركيولوجي: بني عام 1909 ويضم مجموعة نادرة مؤلفة من 300 عمود حجري ملون، بالإضافة إلى لقى أثرية أخرى من مقاطعة ماغنيسيا.
- آنو ڤولوس (ڤولوس العليا): وهي ضاحية من المدينة كانت سابقاً قرية تعود للقرون الوسطى على سفح جبل بيليون.
- ديميترياس وباغاسه: على الأطراف الجنوبية لفولوس وتوجد في هذين الموقعين العديد من الأوابد الأثرية كالقصر المقدوني والمسرح.
- متحف الزيتون، ومتحف السكك الحديدية.

## متفرقات
- نادي أف سي أولمبياكوس ڤولو هو أهم نادي رياضي في المدينة.
- ولد في ڤولوس الموسيقي اليوناني فانجيليس.

## معرض صور

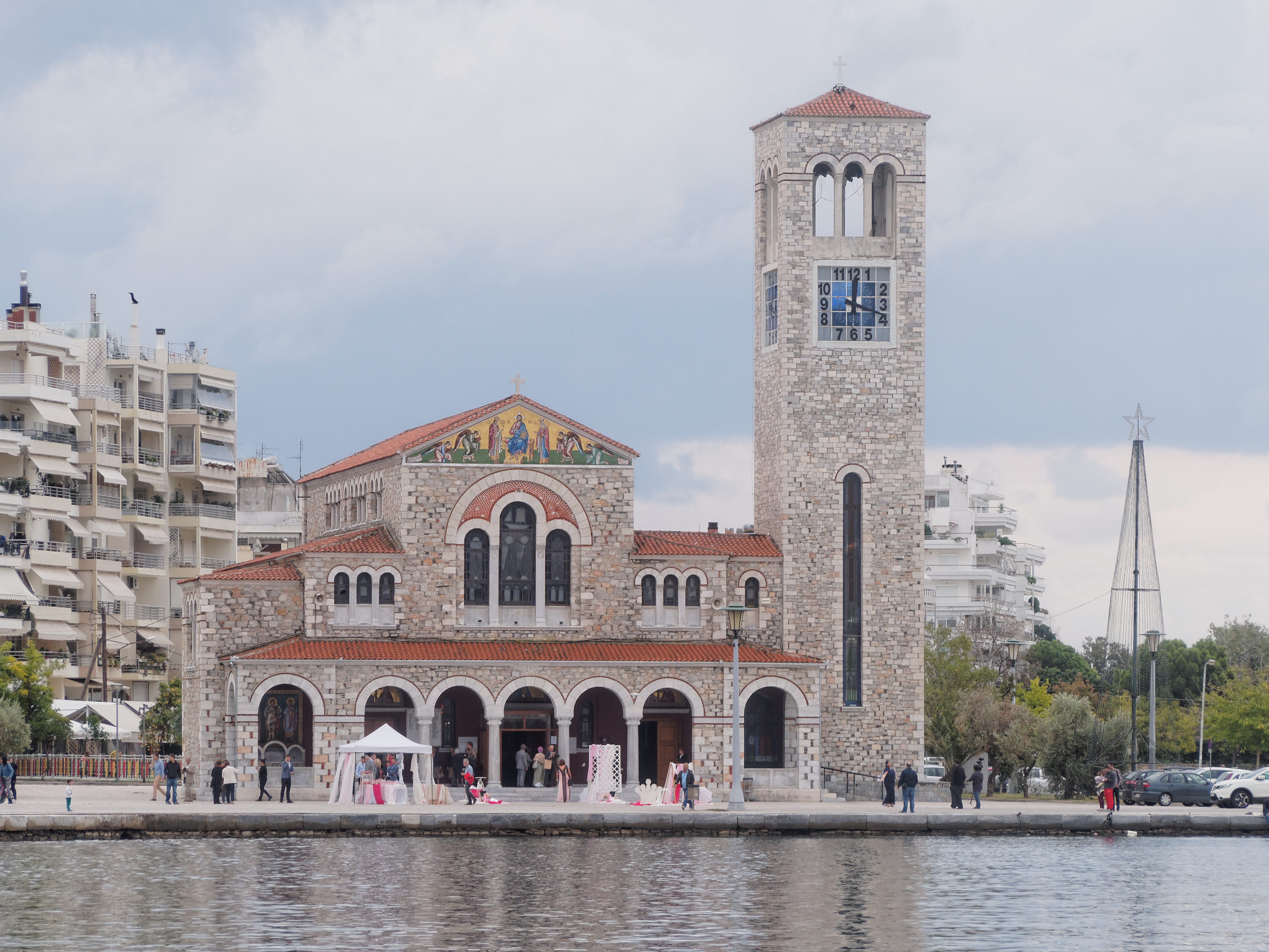
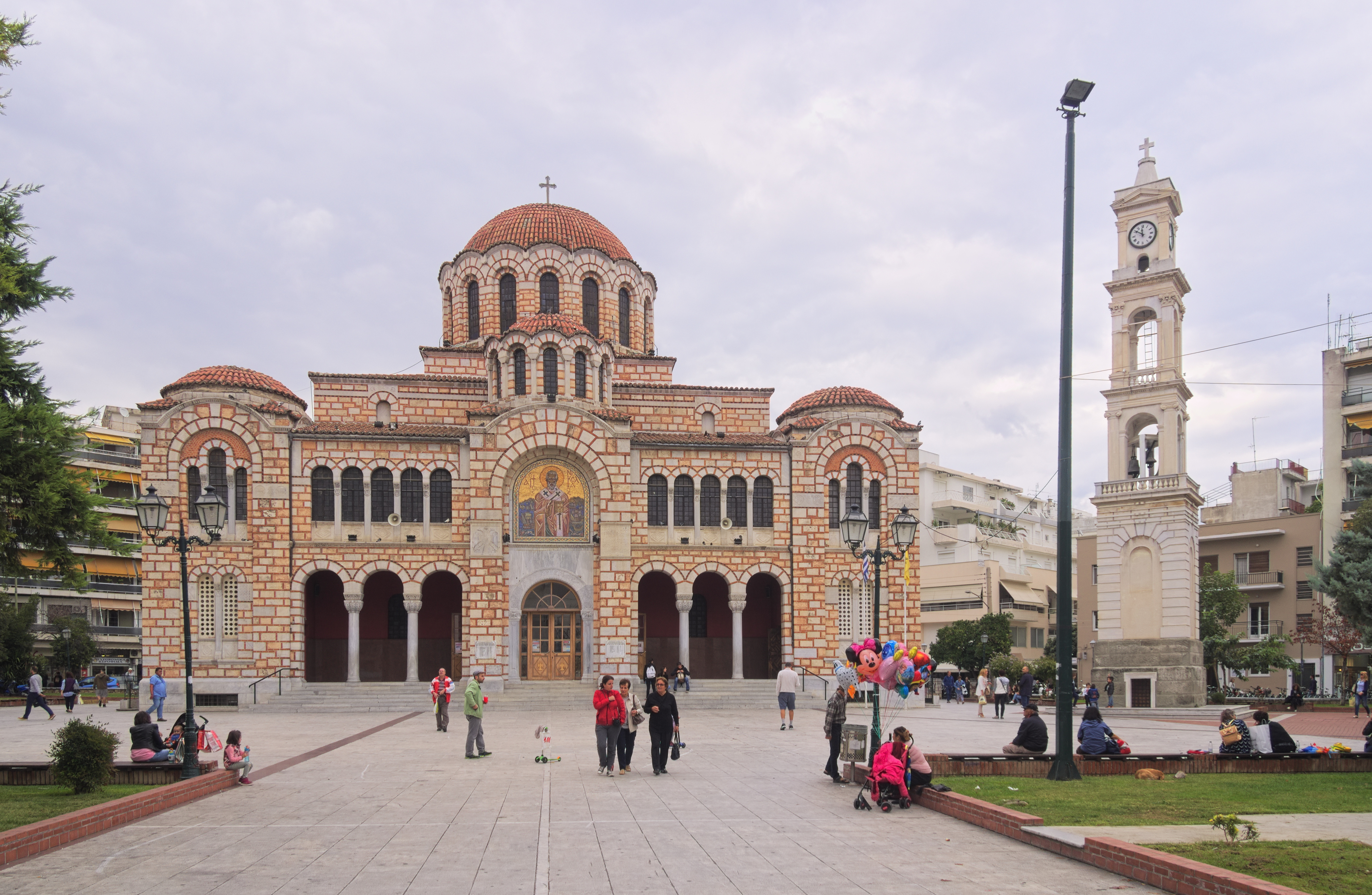
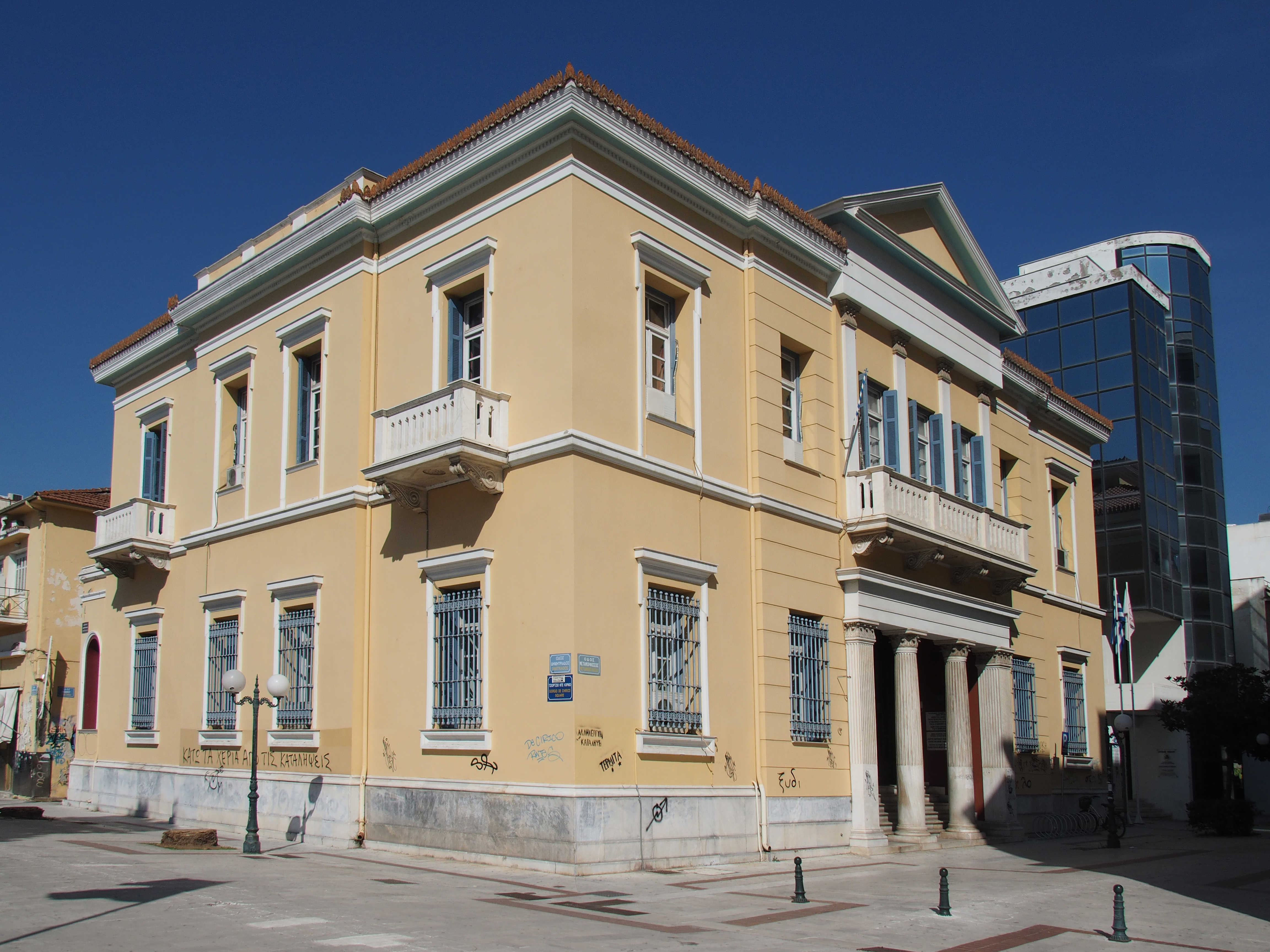
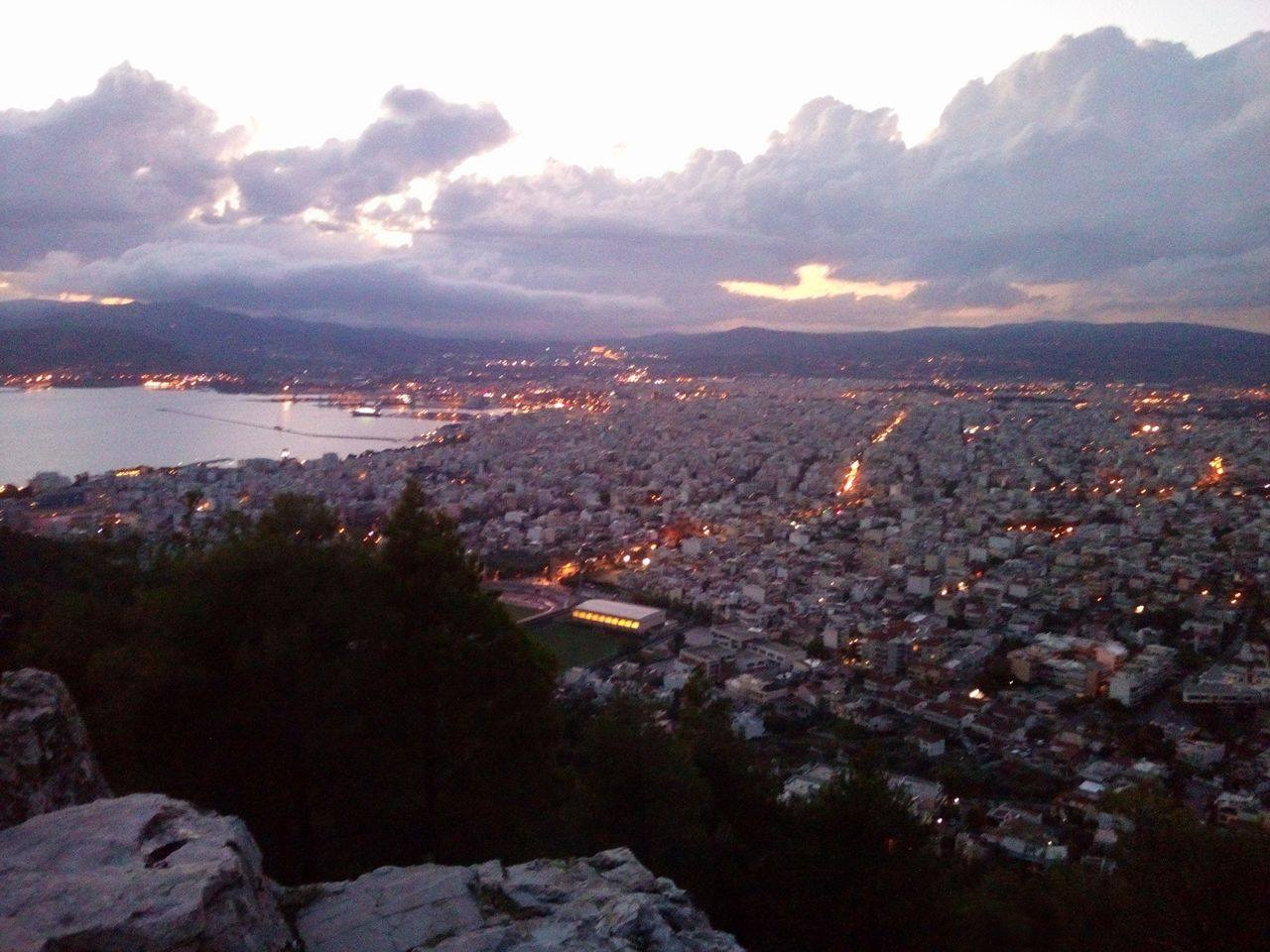